# 喪服妻「許してアナタ…私、弱い未亡人です」
『喪服妻「許してアナタ…私、弱い未亡人です」』(もふくづま ゆるしてアナタわたしよわいみぼうじんです)は、2009年5月29日にルネから発売されたアダルトゲームである。
本作は破戒僧・想念が葬儀のために寺を訪れた後家たちを食い物にしていく内容であり、その評判の良さから寝取られ専門ブランド「ルネ TeamBitters」が設立されるきっかけになった。

## 登場人物
想念
本作の主人公。父から跡を継ぐ形で「観念寺」の住職となった。
音無 南月 （おとなし なつき）
声：茶谷やすら
想念の幼馴染。実家が葬儀屋であるため、想念とは顔を合わせることが多い。幼少期から喧嘩ばかりだが、「観念寺」の行く末を気にしており、葬儀の仕事を優先的に手配してくれる。
春日 保奈美 （かすが ほなみ）
声：芹園みや
夫の葬儀のために「観念寺」を訪れた女性。年の離れた離婚歴のある夫を結婚して早々に亡くしたことに加え、夫の親類から財産目当ての結婚と疑われている。
春日　加代子 （かすが かよこ）
声：白井綾乃
保奈美の夫の妹。兄が生きていたころからその金を利用して男漁りをしていた。義妹の保奈美につらく当たっている。
紺野 美恵 （こんの みえ）
声：鳩野比奈
漁師兼板前の男性の妻。
紺野 亜里沙 （こんの ありさ）
声：金田まひる
美恵の娘で、父の生存を信じている。
長谷川 綾香 （はせがわ あやか）
声：飯田空
父の葬儀のために「観念寺」を訪れた女性。夫婦仲は冷え切っていたものの、父から離婚を禁じられていた。

## アダルトアニメ
ルネピクチャーズのサブレーベル・ガールズト〜クよりDVDで発売された。
- 喪服妻 ＃1 「未亡人保奈美」 - 2010年10月29日発売[2]
- 美麗女将・美恵 小料理屋の慕情 〜喪服妻 第二巻〜 -2011年4月29日発売[3]
- OVA喪服妻 コンプリート版 - 2014年8月22日、上記2作品を収録[4]